# スティーブン・ムーア (第2代マウント・ケッシェル伯爵)
第2代マウント・ケッシェル伯爵スティーブン・ムーア（英語: Stephen Moore, 2nd Earl Mount Cashell、1770年3月19日 – 1822年10月27日）は、アイルランド王国出身の貴族、政治家。トーリー党所属。1781年から1790年までキルワース卿の儀礼称号を使用した。

## 生涯
初代マウント・ケッシェル伯爵スティーブン・ムーアとヘレナ・ロードン（Helena Rawdon、1744年3月27日 – 1792年6月3日、初代モイラ伯爵ジョン・ロードンの娘）の息子として、1770年3月19日に生まれた。
1790年4月にクロンメル選挙区でアイルランド庶民院議員に当選したが、その1か月後の1790年5月2日に父が死去したため、マウント・ケッシェル伯爵位を継承してアイルランド庶民院を離れた。その後、1815年から1822年までアイルランド貴族代表議員を務めた。
1822年10月27日にコーク県ムーア・パーク（Moore Park）で死去、息子スティーブンが爵位を継承した。

## 家族
1791年9月12日、マーガレット・ジェーン・キング（Margaret Jane King、1835年1月29日没、第2代キングストン伯爵ロバート・キングの娘）と結婚、4男3女をもうけた。
- スティーブン（1792年 – 1883年） - 第3代マウント・ケッシェル伯爵
- ロバート（1793年7月11日 – 1856年11月4日）
- エドワード・ジョージ（英語版）（1798年8月18日 – 1876年2月8日） - 1827年3月27日、アン・マティルダ・トレフュージス（Anne Matilda Trefusis、第17代クリントン男爵ロバート・トレフュージス（英語版）の娘）と結婚、子供あり。第6代マウント・ケッシェル伯爵エドワード・ムーアの父にあたる
- リチャード・フランシス（Richard Francis、1802年7月26日 – 1873年11月15日）
- ヘレナ・エレノア（Helena Eleanor、1859年9月23日没） - 第2代準男爵サー・リチャード・ロビンソンと結婚
- ジェーン・エリーザ（Jane Eliza、1847年9月5日没） - 1819年6月17日、ウィリアム・イェーツ・ピール（英語版）（1789年 – 1858年、初代準男爵サー・ロバート・ピールの息子）と結婚、子供あり
- エリザベス・アン（1806年頃 – 1892年9月6日）